# Octavio Dotel
Octavio Eduardo Dotel Díaz (* 25. November 1973 in Santo Domingo; † 8. April 2025 ebenda) war ein dominikanischer Baseballspieler, der auf der Position des Pitchers in der Major League Baseball (MLB) aktiv war. Während seiner Karriere spielte er für insgesamt 13 verschiedene Teams, was ihn zu einem der meistgereisten Spieler in der Geschichte der Liga machte.

## Frühes Leben und Karrierebeginn
Dotel wurde in Santo Domingo geboren und zeigte früh großes Talent im Baseball. Er begann seine Profikarriere 1993 bei den New York Mets und debütierte 1999 in der MLB.

## Karriere in der MLB
Dotel spielte unter anderem für die Houston Astros, wo er sich als zuverlässiger Relief-Pitcher etablierte. Ein bedeutender Moment seiner Karriere war der kombinierte No-Hitter am 11. Juni 2003. Zudem gewann er die World Series 2011 mit den St. Louis Cardinals. In seiner MLB-Karriere spielte er für die Mets, Houston Astros, Oakland Athletics, Detroit Tigers, Chicago White Sox, Kansas City Royals, Colorado Rockies, Pittsburgh Pirates, Atlanta Braves, St. Louis Cardinals, Los Angeles Dodgers, New York Yankees und Toronto Blue Jays.

## Internationale Erfolge
Neben seinen Erfolgen in der MLB war Dotel Teil des dominikanischen Nationalteams, mit dem er die World Baseball Classic 2013 gewann.  

## Tod
Am 8. April 2025 kam Octavio Dotel beim Einsturz der Diskothek „Jet Set“ in Santo Domingo ums Leben. Während eines Konzerts des ebenfalls tödlich verunglückten Merengue-Sängers Rubby Pérez stürzte das Dach des Gebäudes ein und es kam zu 225 Toten. Dotel starb auf dem Weg ins Krankenhaus, nachdem er lebend aus den Trümmern gerettet worden war.